# Обсидиан (издателство)
 Тази статия е за българското издателство.  За скъпоценния камък вижте Обсидиан.  
Издателство „Обсидиан“ е частно издателство в България, създадено през юни 1992 г. от Димитрина Кондева и Кристин Василева, преводачки от английски. Едно от най-успешните издателства за преводна мейнстрийм литература, предимно от английски език.
Съосновател и член на Асоциация „Българска книга“.

## Издания
Издателството притежава ексклузивни права върху романите на Паулу Коелю, най-продавания автор в България през цялото първо десетилетие на XXI в. Но сред автори на „Обсидиан“ са и такива създатели на бестселъри като Джон Гришам, Дейвид Балдачи, Лий Чайлд, Джон льо Каре, Брайън Хейг, Алън Фолсъм, Робърт Паркър, Артър Голдън, Халед Хосейни и др.
От големите романисти на XX век в портфолиото на „Обсидиан“ са представени Том Улф, Джон Ървинг, Дон ДеЛило, Пат Конрой, Маргарет Атууд, Джулиан Барнс, Джон Ланчестър, Мариан Фредриксон, Хавиер Мариас и др.
Издателството има и малка поредица с класическа поезия и проза, където са излизали произведения на Уилям Шекспир, Кристофър Марлоу, Джон Дън, Гюнтер Грас, Джуничиро Танидзаки и др.
През 90-те години на ХХ век „Обсидиан“ има само един български автор на художествена проза Емилия Дворянова с романа „Пасион или смъртта на Алиса“, но след 2004 г. се ангажира и с издаването на още няколко внимателно подбрани автори на съвременна българска литература – Кристин Димитрова („Любов и смърт под кривите круши“, „Тайният път на мастилото“), Албена Стамболова („Авантюра, за да мине времето“), Катя Атанасова („Неспокойни истории“), Богдан Русев („Ела при мен“, „Туристът“, „Къщата“, „Думите“), като заедно с това продължава да издава Емилия Дворянова („Пасион или смъртта на Алиса / La Velatа“, „Земните градини на Богородица“, „Концерт за изречение“).
„Обсидиан“ издава политологическа и социологическа литература. Сред най-известните в тази поредица са трудовете на Франсис Фукуяма, Збигнев Бжежински, Самюъл Хънтингтън, Пол Кенеди, Алвин Тофлър, Ърнест Гелнер, Ерик Хобсбом, Улрих Бек, Джон Ролс и Томас Фрийдман.
В бизнес поредицата на издателството са включени книги като „Какво знаят богатите и защо го пазят в тайна“, „Създайте сами бъдещето си“, „Правилата на живота“, „Изкуството на войната за работещата жена“, „Правило No.1“ на автори като Ричард Темплар, Брайън Трейси, Томас Станли и Брайън Шер.
Към 2009 г. броят на всички излезли с марката на издателството книги надхвърля 300.